# Sant Miquel de Bustins
L'església de Sant Miquel de Bustins, situada al cantó de llevant del municipi Sant Aniol de Finestres, s'erigeix en un planell del vessant de llevant de la vall de Sant Aniol, a les envistes del Freixe i del santuari de Finestres

## Història
L'indret de Bustins és esmentat dues vegades en l'acta de consagració de l'església de Santa Maria de Finestres, feta pel bisbe de Girona Gotmar el 15 d'octubre de l'any 947. Entre les nombroses donacions de terres i propietats fetes amb motiu de la solemne consagració d'aquesta església, hi ha la d'un home anomenat «Fortes», que donà «de vinea quarteradam I in Bostino», i la de les dècimes, les primícies i les oblacions dels fidels «de villare quod dicunt Murriano et de alio quod dicunt villare Bostino, feta pel mateix bisbe Gotmar». L'any 1136, se sap que l'església de Sant Miquel de Bustins existia, quan «Arnallus clerici de Bostin» signà com a testimoni a la donació feta per Guillem Ademar de «illum mansum de Collo cum omnibus suis pertinentiis» a l'església de Santa Maria de Finestres.

## Arquitectura
És una petita construcció d'una sola nau capçada per un absis semicircular que presenta dues obertures de doble esqueixada, una al bell mig de la conca absidal -encegada- i l'altra al sud-est. La porta d'accés a l'edifici, situada a ponent, és formada per un únic arc de mig punt, amb llinda i timpà llis. A sobre hi ha una petita finestra i el campanar d'espadanya de doble obertura.
Una altra finestra de doble esqueixada s'obre a la façana de migdia. L'interior de la nau és cobert amb Volta apuntada. El perímetre de l'absis és resseguit per una cornisa, a partir de la qual arrenca la volta de mig cercle lleugerament apuntat que cobreix aquest espai. Als extrems de la porta neixen dos bancs seguits que acaben al presbiteri. L'aparell interior és emblanquinat i no es pot observar. L'exterior és format per petits carreus sense polir, disposats en filades uniformes, però irregulars, reforçades per grans carreus als angles. L'aparell permetria situar-ne la construcció dins el segle xi, però l'estructura interior és coherent amb les formes del segle xii, dins els tipus rurals on hi perviuen les formes constructives del segle anterior.